# Sthenias albicollis
Sthenias albicollis är en skalbaggsart som beskrevs av Charles Joseph Gahan 1890. Sthenias albicollis ingår i släktet Sthenias och familjen långhorningar. Inga underarter finns listade i Catalogue of Life.